# Spilosoma melanosoma
Spilosoma melanosoma là một loài bướm đêm thuộc phân họ Arctiinae, họ Erebidae.